# Les Brûlantes
Pour plus de détails, voir Fiche technique et Distribution.
Les Brûlantes ou L'Amour dans les prisons de femmes (Noventa y nueve mujeres) est un film érotique hispano-italo-germano-britannique coécrit et réalisé par Jesús Franco (à qui l'on doit notamment L'Horrible Docteur Orlof, avec Howard Vernon dans le rôle principal). Ce film date de 1969 et fut tourné en Espagne, dans des conditions très difficiles en raison de la censure franquiste de l'époque.

## Synopsis
Plusieurs jeunes femmes sont incarcérées à El Castillo de la Muerte, une prison pour femmes au milieu de l'océan. Cette prison n'est pas tout à fait habituelle car elle est tenue par la directrice Thelma Diaz, une directrice sadique qui, avec le gouverneur de la région, le dénommé Santos, abusent sexuellement des prisonnières, particulièrement de l'une d'entre elles, le numéro 99, Marie. Mais un événement inattendu vient bouleverser la prison : l'État vient de nommer un nouveau ministre de la justice qui ouvre une enquête sur les décès suspects à la prison. 
Il décide d'envoyer sur place une jeune inspectrice, Leonie, chargée de lui faire un rapport ; celle-ci bouleverse la vie de la prison par sa gentillesse et son humanité envers les prisonnières dont Mary. Cette dernière a été jetée au cachot lorsqu'elle a voulu avertir les gardiens de la mort de l'une d'entre elles, Nathalie, décédée d'une péritonite à la suite de son mauvais traitement. Diaz et le gouverneur décident alors tendre un piège à Leonie. Pendant ce temps, Mary, libérée par Leonie, s'évade avec une autre captive, Rosalie, et l'amant de cette dernière. Mais ils sont aussitôt traqués dans la jungle hostile.

## Fiche technique
- Titre original : Noventa y nueve mujeres[1]
- Titre allemand : Der heiße Tod
- Titre anglais : Ninety-nine Women
- Titre italien : Novantanove donne
- Titre français : Les Brûlantes ou L'Amour dans les prisons de femmes
- Réalisation : Jesús Franco (sous le nom de « Jess Franco »)
- Scénario : Jesús Franco, Peter Welbeck, Carlo Fadda et Milo G. Cuccia
- Production : Harry Alan Towers
- Musique : Bruno Nicolai
- Photographie : Manuel Merino et Javier Pérez Zofio
- Montage : Bruno Mattei et Stanley Frazen
- Décors : Santiago Ontañón
- Pays d'origine :  Allemagne de l'Ouest /  Espagne /  Italie /  Royaume-Uni /  Liechtenstein
- Format : couleur - 1,66:1 - Mono - 35 mm
- Genre : érotique, women in prison
- Durée : 83 minutes
- Dates de sortie : 
  - États-Unis : 5 mars 1969 (San Francisco)
  - Allemagne de l'Ouest : 14 mars 1969
  - Italie : 19 avril 1969
  - Espagne : 16 juin 1969
  - France : 27 novembre 1974
- Classification :
  - France : interdit aux moins de 16 ans

## Distribution
- Herbert Lom : Gouverneur Santos
- Mercedes McCambridge : Thelma Diaz
- Maria Schell : Leonie Caroll
- Maria Rohm : Marie, no 99
- Rosalba Neri : Zoe, no 76
- Elisa Montés : Helga, no 97
- Luciana Paluzzi : Nathalie, no 98
- Valentina Godoy : Rosalie, no 81
- José Maria Blanco : le docteur
- Claudia Gravy : Carla

## Autour du film
- Il existe de nombreuses versions de ce film, plus ou moins censurées selon le goût du jour. La version sans doute la plus récente sortie, dernièrement en DVD, s'intitule 99 Women, plaisirs interdits au pénitencier des femmes. Mais contrairement à ce que l'on pourrait croire, ce film n'est pas pornographique mais tout juste érotique. En revanche, une autre version s'intitulant Les Brûlantes (sortie en 1974) contient plusieurs scènes pornographiques totalement superflues, mais visiblement rajoutées au film pour le rendre plus commercial.

## Différents titres
- Les Brûlantes (France, version X, 1974)
- Island of Despair (édition vidéo États-Unis)